# Otiorhynchus sulcatus
L'oziorinco della vite (Otiorhynchus sulcatus (Fabricius, 1775)) è un coleottero della famiglia dei Curculionidi.

## Descrizione

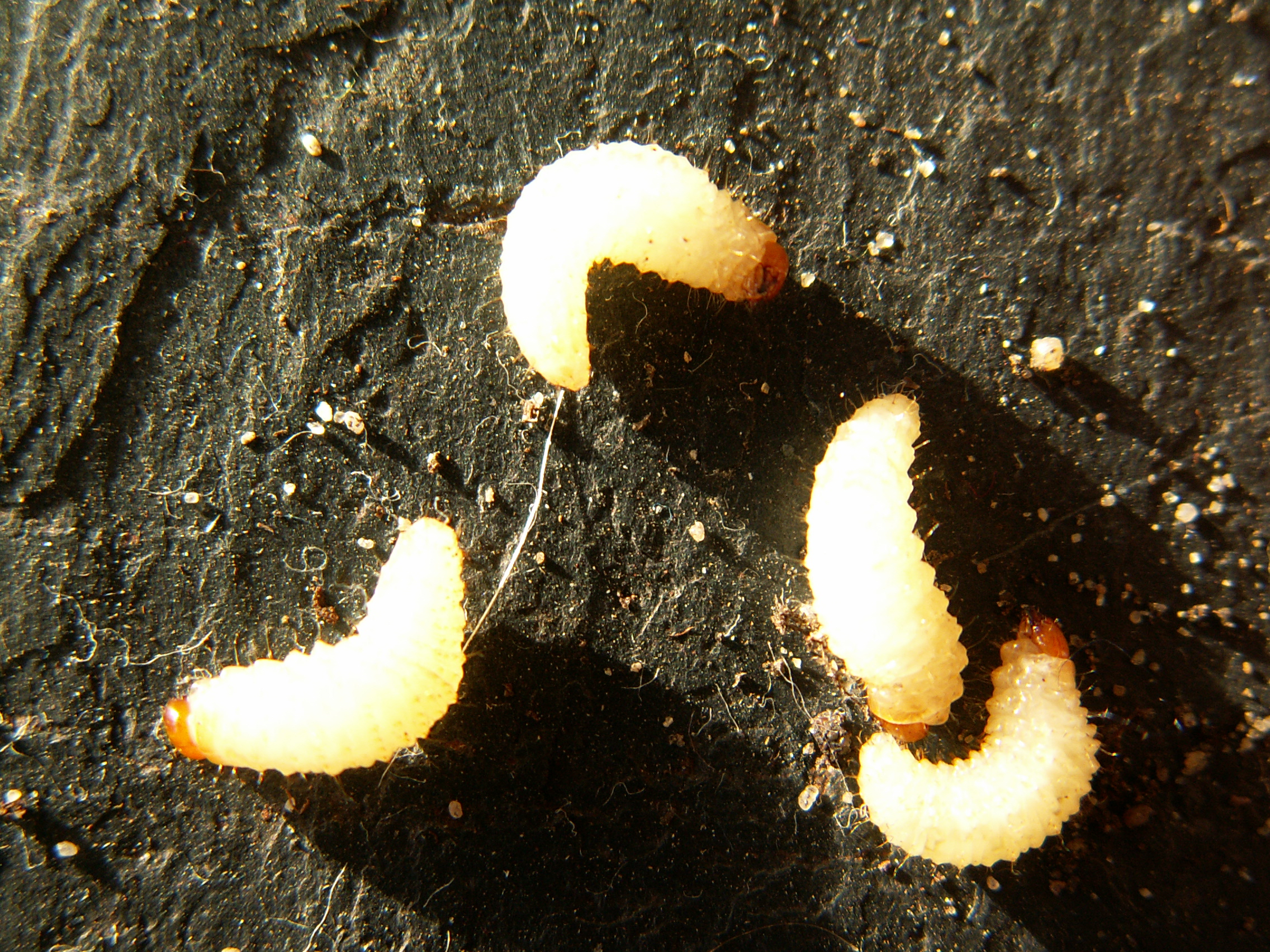
Larve di O. sulcatus

L'adulto è lungo 8−10 mm ed ha il tipico capo allungato a forma di rostro dei curculionidi. La superficie del corpo, di solito nerastra, può essere ricoperta da una fine pubescenza giallognola.
Le larve, lunghe all'incirca 8–10 mm, presentano una tipica forma a "C", sono bianche, carnose, prive di zampe e con un capo sclerificato di colore rosso pallido.

## Biologia
Sia le larve che gli adulti sono fitofagi. Gli adulti si nutrono delle foglie e dei germogli. La femmina depone le sue uova intorno alle radici delle piante ospiti (oltre alla vite anche fragola, rododendro, azalea, alloro, ginepro, agrifoglio, ecc.). Alla schiusa delle uova la larva fuoriesce e si nutre per molti mesi delle radici.